# Basmactwo
Basmactwo (ros. Басмачество) – istniejący w latach 1916–1934 w Azji Środkowej, zdecentralizowany zbrojny ruch narodowo-religijny skierowany przeciwko władzom carskim, a później bolszewickim. Był inspirowany przez miejscowych feudałów i muzułmańskie duchowieństwo. Szczyt walk basmaczy przypadł na lata 1922–1924, później ruch został niemal doszczętnie rozbity przez Armię Czerwoną pod dowództwem Michaiła Frunzego, a jego uczestnicy zmuszeni zostali do wycofania się za granicę – do Afganistanu i Iranu. Ostatnie oddziały muzułmańskie prowadziły działania zbrojne aż do początku lat 30. XX wieku. Ważnymi dowódcami ruchu basmaczy byli Enver Pasza i Ibrahim-bek.

## Tło
Przed wybuchem I wojny światowej rosyjski Turkiestan rządzony był jako kraj ze stolicą w Taszkiencie (obecnie stolica Uzbekistanu). Głównym źródłem rozwoju regionu była uprawa bawełny, która przynosiła miejscowej ludności pewne zyski.
Przełomowym wydarzeniem dla rosyjskiej Azji Środkowej było ogłoszenie przez cara Mikołaja II Romanowa ukazu z 25 czerwca 1916, nakazującego mobilizację do armii rosyjskiej ok. 390 tys. mężczyzn nierosyjskiego pochodzenia wyznania muzułmańskiego. Ludność ta była dotychczas zwolniona ze służby wojskowej. Doprowadziło to do wybuchu antycarskiego powstania, które jednak zostało krwawo stłumione przez wojska pod dowództwem gen. Aleksieja Kuropatkina.

## Początek działań wojennych

Flaga używana przez ruch basmaczy

W następstwie wybuchu rewolucji lutowej, w Azji Środkowej zaczęły organizować się różne muzułmańskie siły polityczne. Członkowie Ogólnorosyjskiej Rady Muzułmańskiej utworzyli Shura-i Islam (Radę Islamską), organizację dżadidystów, dążącą do powołania federacyjnego, demokratycznego państwa z autonomią dla muzułmanów. Bardziej konserwatywni uczeni religijni utworzyli Ulema Jemyeti (Radę Uczonych), bardziej zainteresowani ochroną islamskich instytucji i prawa szariatu. Muzułmańscy nacjonaliści utworzyli razem koalicję, która jednak rozpadła się już po rewolucji październikowej, kiedy to dżadidyści udzielili poparcia bolszewikom. Taszkiencka Rada Delegatów Robotniczych i Żołnierskich, odrzuciła postulat udziału muzułmanów w nowym rządzie. W związku z tym nastąpił ponowny sojusz dwóch islamskich organizacji, dążących teraz do utworzenia Autonomicznego Rządu Kokandu. Miał być to zalążek przyszłego autonomicznego Turkiestanu, podlegającego prawu szariatu.

Rząd Kokandu zdecydował się poprzeć Białych w wojnie domowej. W lutym 1918 oddziały Armii Czerwonej i Armeńskiej Federacji Rewolucyjnej splądrowały tereny Kokandu. Liczba ofiar wyniosła ok. 25 tys. osób. Masakra ta rozzłościła ludność muzułmańską. Irgasz Bej podjął walkę przeciwko bolszewikom, ogłaszając się Najwyższym Przywódcą Armii Islamskiej. Od tego momentu ruch basmaczy zaczął się na dobre. 

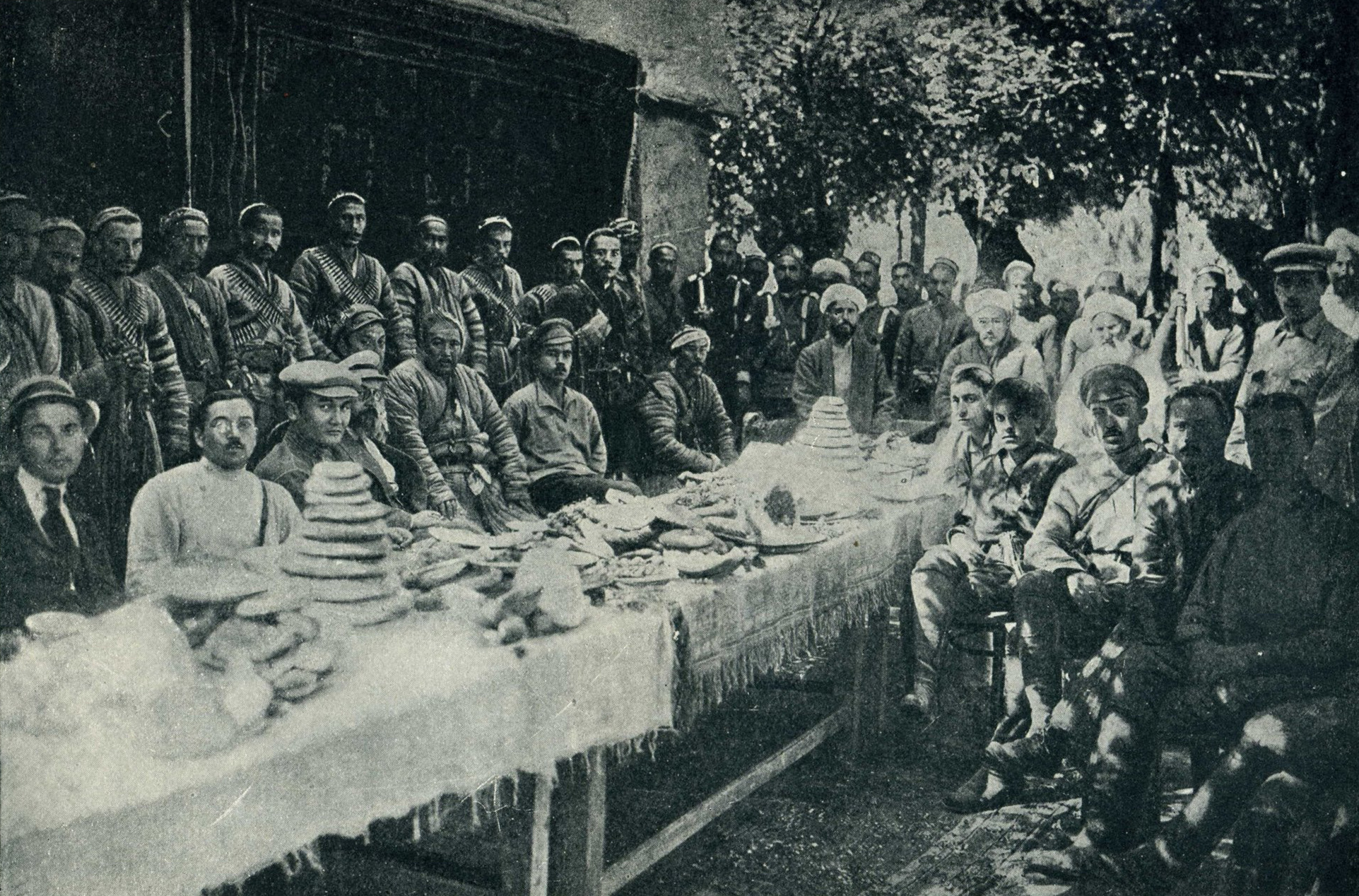
Negocjacje bolszewicko-basmackie w Ferganie w 1921

Oddziały zorganizowane przez Irgasza Beja zyskały poparcie duchowieństwa islamskiego Kotliny Fergańskiej. Kampanie nacjonalizacyjne przeprowadzone przez władze bolszewickie w Taszkiencie spowodowały zapaść gospodarczą, Kotlina Fergańska stanęła natomiast w obliczu głodu z powodu braku importu zboża. Wszystkie te czynniki skłoniły miejscową ludność do poparcia basmaczy. Pod koniec 1918 zdecentralizowane oddziały muzułmańskie liczyły już około 20 tys. bojowników. Chłopi rosyjscy do obrony przed atakami basmaczy powołali Chłopską Armię Fergany.
Latem 1920 bolszewicy zaczęli rekwirować żywność i mobilizować muzułmanów do Armii Czerwonej. Rezultatem było ponowne powstanie ludności i organizowanie się nowych grup basmaczy, napędzanych religijnymi sloganami.

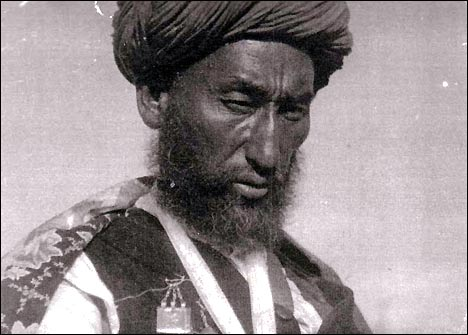
Ibrahim-bek, jeden z dowódców basmaczy

## Basmacze w Chiwie i Bucharze

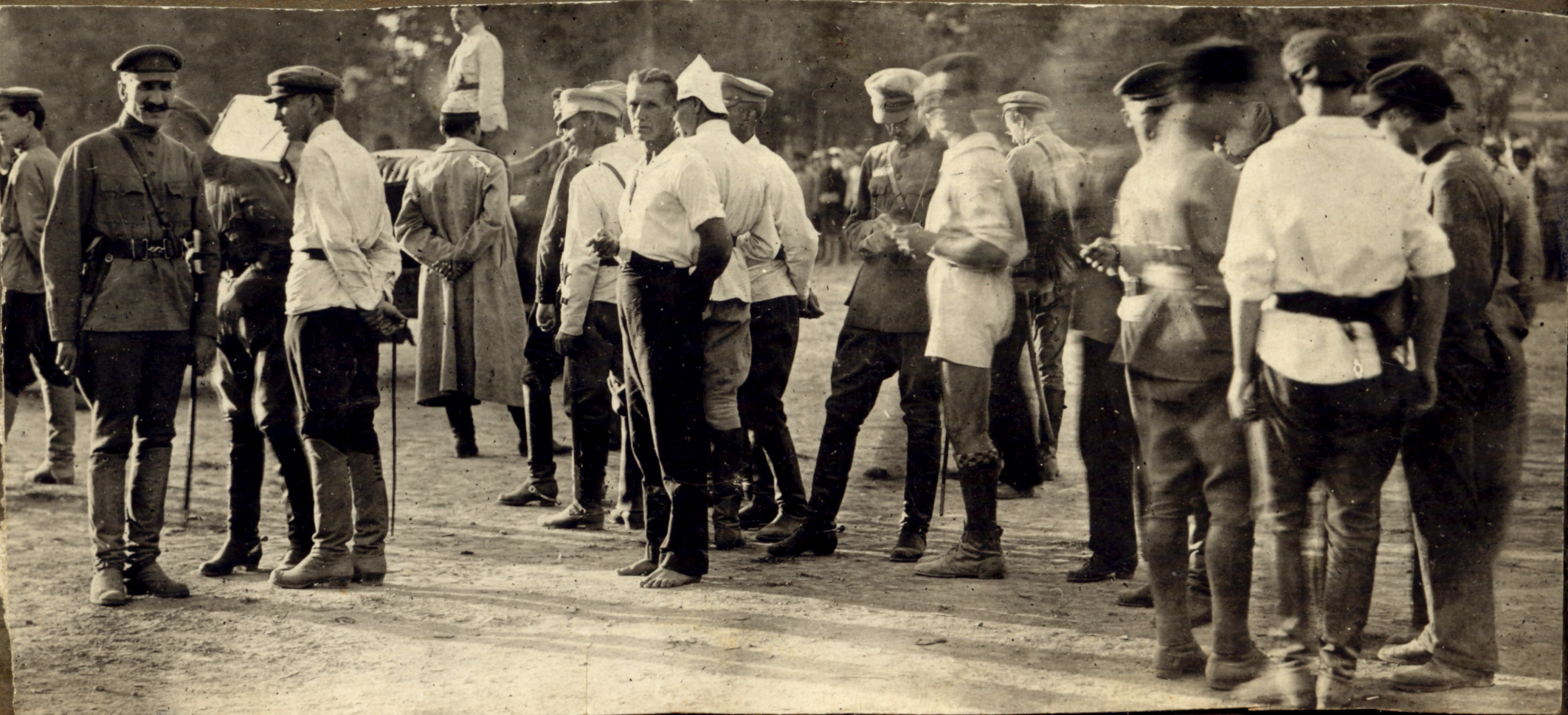
Żołnierze Turkiestańskiego Frontu Armii Czerwonej w 1922

Na początku 1920 Armia Czerwona zajęła obszar Chanatu Chiwy i w jego miejsce władze bolszewickie powołały Chorezmijską Ludową Republikę Radziecką. Niezadowolona z tego faktu ludność muzułmańska szybko zaczęła tworzyć antykomunistyczne oddziały partyzanckie. W tym samym roku bolszewicy zlikwidowali także Chanat Buchary, którego ostatni emir udał się na emigrację do Afganistanu. 8 października 1920 proklamowano Bucharską Ludową Republikę Radziecką. Mieszkańcy w zdecydowanej większości domagali się jednak powrotu obalonego władcy.

## Enver Pasza, szczyt działalność basmaczy i klęska tego ruchu
W listopadzie 1921 do Buchary przybył turecki wojskowy Enver Pasza. Miał on wspierać wojska bolszewickie, jednak szybko zdezerterował i sam dołączył do basmaczy, stając się jednym z ich najważniejszych dowódców. Jego celem było stworzenie państwa pantureckiego, obejmującego całość ziem Azji Środkowej. Jego wezwanie do dżihadu spotkało się z dużym poparciem, co pozwoliło mu stworzyć regularną armię partyzancką w sile 16 tys. ludzi. Na początku 1922 znaczna część Bucharskiej Ludowej Republiki Radzieckiej, w tym takie miasta jak Samarkanda i Duszanbe, znajdowała się pod kontrolą basmaczy.
W obawie przed całkowitą stratą rejonu Turkiestanu, władze radzieckie przystąpiły do zwiększenia działań przeciwko basmaczom. Dzięki pewnym kompromisom w kwestiach religijnych i kulturalnych ze strony bolszewików, poparcie miejscowej ludności dla muzułmańskich bojowników osłabło. Front Turkiestański Armii Czerwonej przystąpił do działań ofensywnych. W czerwcu 1922 wojska radzieckie pod dowództwem Nikołaja Kakurina pokonały basmaczy w bitwie pod Kafrun. Armia Czerwona zaczęła wypierać rebeliantów na wschód, odbijając z ich rąk znaczne terytorium. 4 sierpnia 1922 śmierć w walce poniósł Enver Pasza. W okresie pomiędzy lipcem i sierpniem 1923 partyzantów wyparto z Garm. W Kotlinie Fergany rebelianci utrzymali się jeszcze do 1924. Od tego momentu zdarzały się już tylko sporadyczne starcia zbrojne. Najważniejsi dowódcy rebeliantów – Faizal Maksum, Ibrahim-bek i Irgasz Bej znaleźli schronienie w Afganistanie, skąd kierowali zbrojnymi rajdami na obszary będące pod władzą radziecką. W 1929 siły muzułmańskie dowodzone przez Maksuma na krótki czas opanowały tadżyckie miasto Garm, nim zostały stamtąd wyparte przez Armię Czerwoną. Częściowemu odrodzeniu ruchu basmaczy sprzyjała stalinowska polityka kolektywizacji. W 1931 w Taszkiencie stracono Ibrahima-beka. Ostatnią dużą operacją muzułmańskich partyzantów były walki na pustyni Kara-kum w październiku 1933. W 1934 pozostałości ruchu basmaczy zostały już całkowicie spacyfikowane.